# Johannes Holthusen (Slawist)
Johannes Holthusen (* 30. November 1924 in Hamburg; † 25. Mai 1985 in München) war ein deutscher Slawist und Hochschullehrer.

## Leben

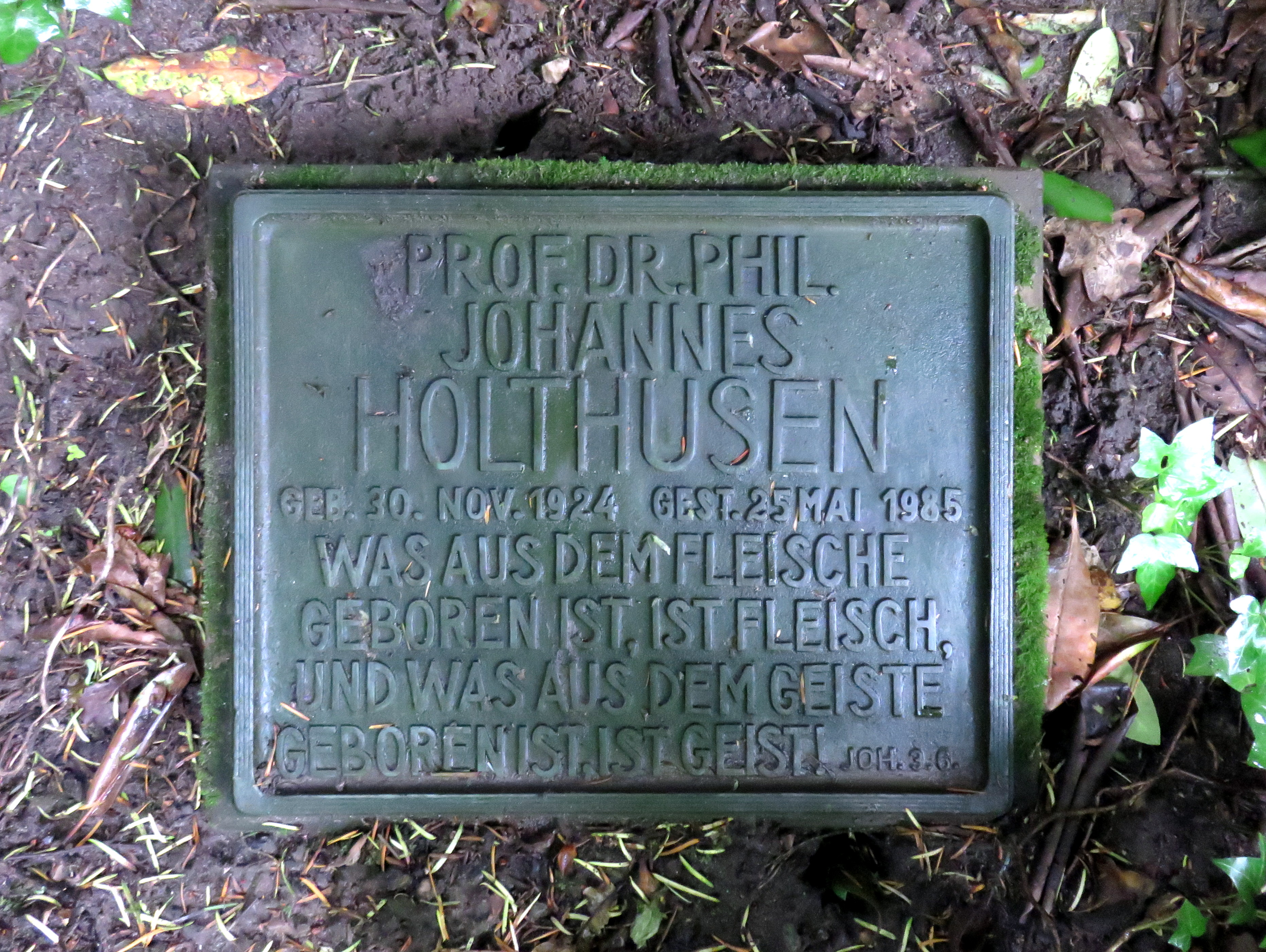
Bronzeplatte in der Familienanlage auf dem Friedhof Ohlsdorf

Johannes Holthusen war der Sohn des Arztes Hermann Holthusen und Agnes Holthusen, geb. Weizsäcker.
Er war Professor an der Universität Würzburg, an der Ruhr-Universität Bochum und seit 1969 an der Ludwig-Maximilians-Universität München. 1973 wurde er zum ordentlichen Mitglied der Bayerischen Akademie der Wissenschaften gewählt. Sein Hauptarbeitsgebiet war die russische Literatur des 19. und 20. Jahrhunderts.
Eine Bronze-Grabplatte im Bereich der Familiengrabanlage auf dem Ohlsdorfer Friedhof (Planquadrat Y 11) erinnert an Johannes Holthusen.

## Werke
- Studien zur Ästhetik und Poetik des russischen Symbolismus. 1957.
- Russische Gegenwartsliteratur. 1963–1968, 2 Bände.
- Russland in Vers und Prosa. 1973.
- Russische Literatur im 20. Jahrhundert. 1978.
- Vjačeslav Ivanov als symbolistischer Dichter und als russischer Kulturphilosoph. Verlag der Bayerischen Akademie der Wissenschaften, München 1982, ISBN 3-7696-1514-X.